# Sonja Eschefeld

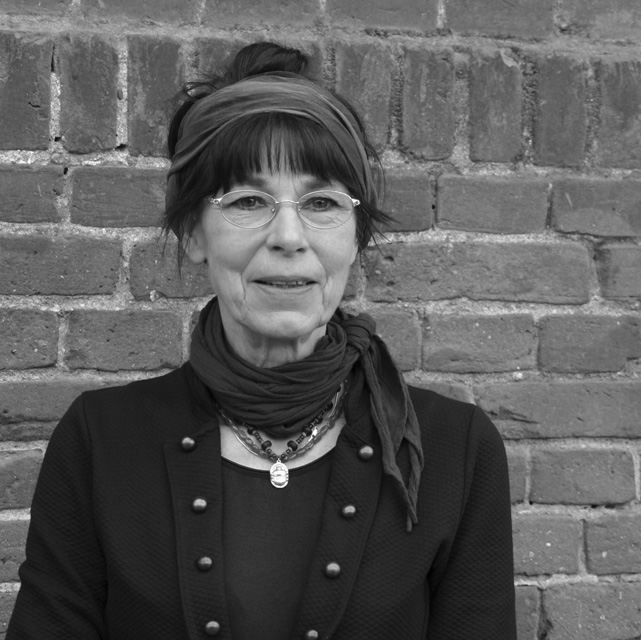
Sonja Eschefeld (2014)

Sonja Eschefeld (* 20. November 1948 in Klein Bünzow bei Anklam, Mecklenburg-Vorpommern) ist eine deutsche Bildhauerin, Malerin und Medailleurin.

## Leben
Sonja Eschefeld absolvierte ab 1963 eine Lehre als  Stuckateurin und arbeitete dann bis 1969 als Kunstformerin in einer Berliner Bronzegießerei des Verbandes Bildender Künstler der DDR. Anschließend studierte sie bis 1974 Bildhauerei an der Kunsthochschule Berlin-Weißensee, wo zu ihren Lehrern Karl-Heinz Schamal gehörte. Von 1977 bis 1980 war sie Meisterschülerin an der Akademie der Künste zu Berlin bei Ludwig Engelhardt und Wieland Förster. Seitdem arbeitet sie freischaffend in Berlin. Sie war bis 1990 Mitglied des Verband Bildender Künstler der DDR.
Von 1987 bis 1989 hatte Sonja Eschefeld einen Lehrauftrag an der Fachschule für Restaurierung und Museumskunde der Nationalgalerie Berlin und von 1991 bis 1997 am Institut für Kunsterziehung an der Humboldt-Universität zu Berlin inne.
Sie lebt und arbeitet in Berlin und war mit dem Bildhauer Siegfried Krepp verheiratet.

## Auszeichnungen

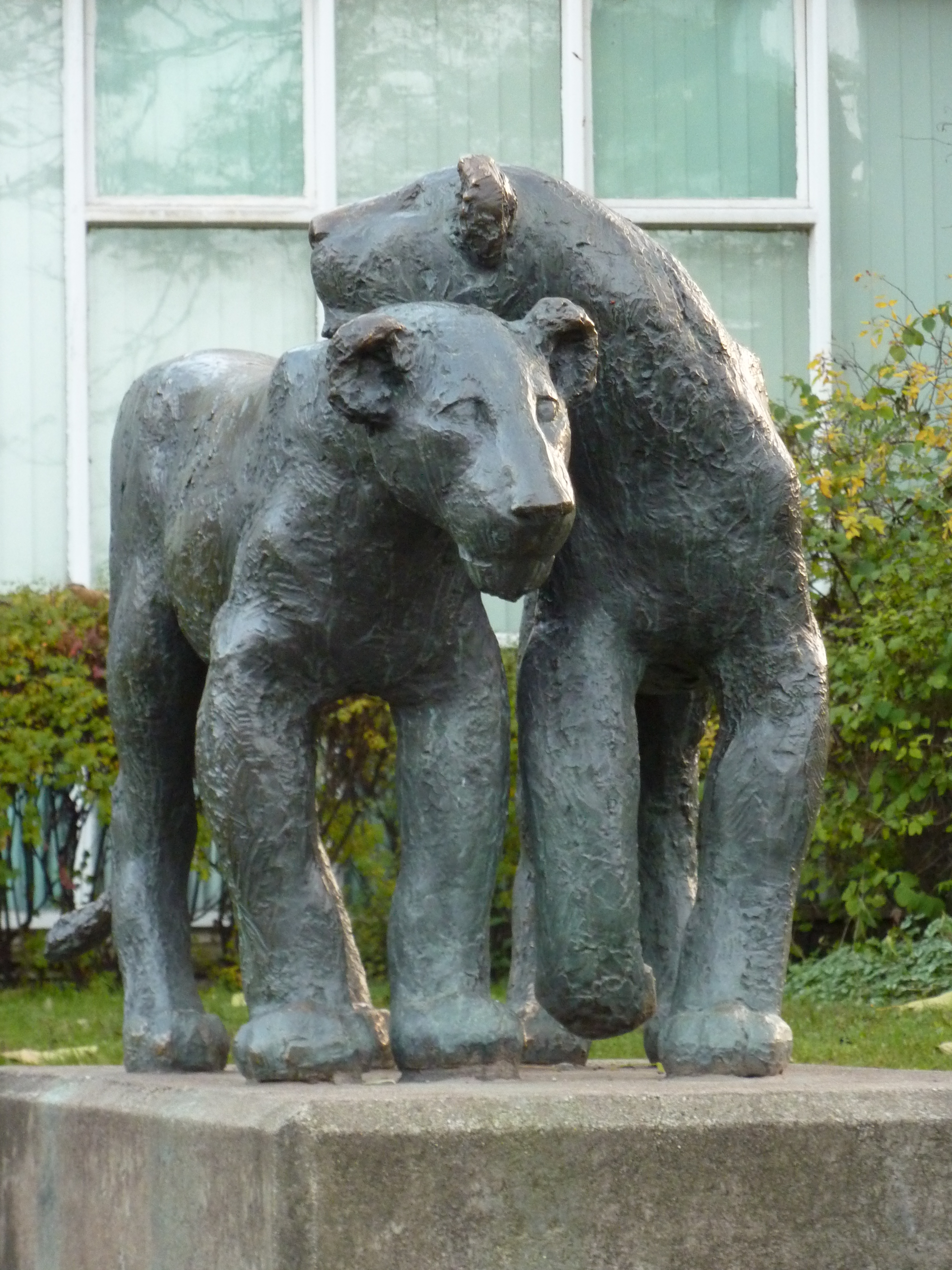
Junge Löwen

- 1978: Gustav-Weidanz-Preis für Plastik
- 1982: Will-Lammert-Preis
- 1982: Kunstpreis des FDGB im Kollektiv
- 2014: Brandenburgischer Kunstpreis

## Öffentliche Sammlungen mit Werken Sonja Eschefelds (unvollständig)
- Berlin: Nationalgalerie
- Berlin: Berlinische Galerie
- Berlin: Kunstsammlung des Bezirks Pankow[1]
- Dresden: Skulpturensammlung[2]

## Ausstellungen (unvollständig)

### Teilnahme an zentralen und wichtigen regionalen Ausstellungen in der Zeit der DDR
- 1979, 1981 und 1989: Berlin, Bezirkskunstausstellungen
- 1979/1980: Dresden, Albertinum („Junge Bildhauerkunst der DDR“)
- 1980, 1982, 1983 und 1984: Frankfurt/Oder, Sport- und Ausstellungszentrum, bzw. Cottbus bzw. Berlin, Neue Berliner Galerie im Alten Museum („Junge Künstler der DDR“)
- 1981: Berlin, Akademie der Künste („11 Meisterschüler“)
- 1982: Berlin, Treptower Park („Plastik und Blumen“)
- 1982/1983 und 1987/1988; Dresden, IX. und X. Kunstausstellung der DDR
- 1983: Magdeburg, Museum Kloster Unser Lieben Frauen („Junge Bildhauerkunst der DDR“)
- 1984: Berlin, Altes Museum („Alltag und Epoche. Werke bildender Kunst der DDR aus fünfunddreißig Jahren“)
- 1987: Dresden, Galerie Rähnitzgasse („Wirklichkeit und Bildhauerzeichnung“)
- 1986: Berlin, Galerie am Prater („Plastik und Bildhauerzeichnung“)

- 1987/1988: Bonn, Rheinisches Landesmuseum; München, Staatsgalerie Moderne Kunst; Mannheim, Kunsthalle Mannheim („Bildhauerkunst aus der Deutschen Demokratischen Republik“)

### Ausstellungen seit der deutschen Wiedervereinigung
- 2008: Bei Orpheus und Eurydike, Galerie 100 in Berlin[3]
- 2019: F. – Jahrhundertwanderungen, Schloss Neuhardenberg[4]

## Weitere Werke (Auswahl)

### Skulpturen
- Kleine Stehende, Gips

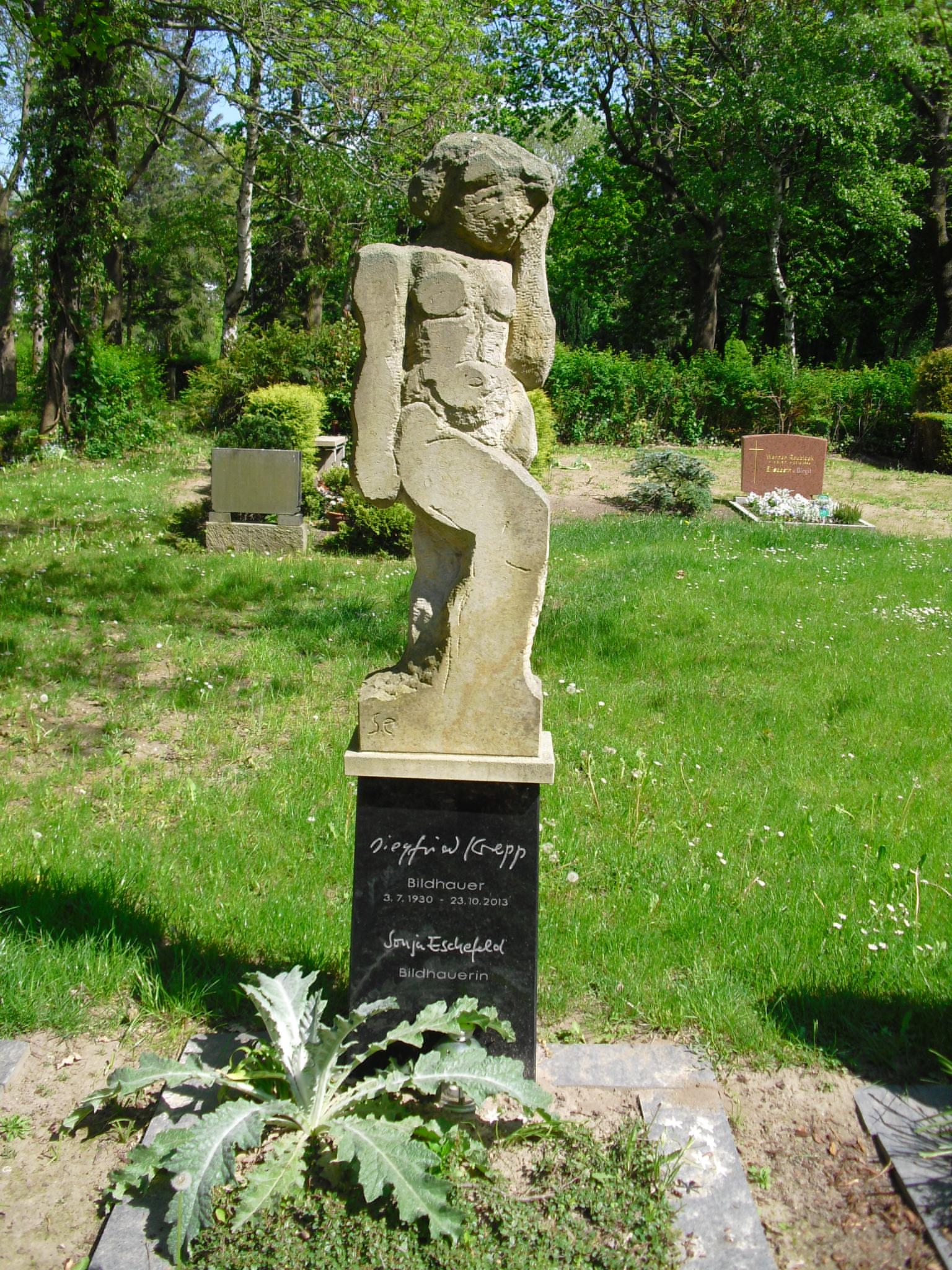
Grabstein für Siegfried Krepp auf dem Auferstehungsfriedhof in Berlin. Mit einer Skulptur von Sonja Eschefeld

- 1981: Beteiligung am 450-m²-Kalksteinrelief „Lied des Lebens“ im Kultur und Kongresszentrum Gera
- 1984: Liegende, Sandstein, 80 cm hohe Skulptur, weiblicher Akt; im Springpfuhlpark, Berlin-Marzahn
Eschefeld hatte sich mit diesem Werk am Symposium Poesie des Lebens im Schlosspark Biesdorf beteiligt.[5]
- 1987: Kranichgruppe, Bronzeguss, 180 × 140 cm, Berlin-Neu-Hohenschönhausen

### Medaillen, Gemmen, Reliefs
- 1982 und 2012: Luthermedaille, Kupfer, Keramik
- 1983: Landschaft Ernte Freizeit;  dreiteiliges Wandbildrelief 80 cm hoch; 2,80 m breit; für das Feierabendheim Hilde Coppi (nach 1990 umbenannt in Pflegewohnzentrum Wuhlepark)[5]
- 2011: Ludwig II, Keramik